# حتى النهاية (رواية)
حتى النهاية هي إحدى روايات الروائية الأمريكية دانيال ستيل (بالإنجليزية Until the End of Time) وهي من الروايات الرومانسية.

## نبذة قصيرة
تدور أحداث الرواية عن قصتي حب الأولى تجمع بين محامي من نيويورك يكره عمله في المحاماة ويقرر أن يصبح واعظا ويقع في حب مصممة أزياء تترك عملها وشهرتها ويرحلان إلى مدينة نائية حيث يعمل كواعظ في الكنيسة، أما القصة الأخرى فعن فتاة من الأميش (جماعة تعيش في أوروبا وأمريكا في حياة بدائية بعيدا عن كل مظاهر التطور) تكتب رواية وتتوصل إلى ناشر في نيويورك في محاولة لنشر كتابها. يقع الناشر في غرام الرواية ثم في غرام المرأة التي كتبتها، وتدور الاحداث بين الأحبة بالفراق والتلاقي حتى يظلوا معاً إلى النهاية.